# Stormvarsel
Stormvarsel er en dansk film fra 1968.
- Manuskript og instruktion Ib Mossin.

Blandt de medvirkende kan nævnes:
- Frits Helmuth
- Erik Kühnau
- Isa Holm
- Karl Stegger
- Lily Broberg
- Buster Larsen
- Anne-Marie Juhl
- Claus Ryskjær
- Hanne Løye
- Arthur Jensen
- Paul Hagen
- Erik Paaske
- Asbjørn Andersen
- Poul Thomsen
- Bjørn Puggaard-Müller
- Ole Ernst
- Holger Vistisen